# Abdülkadir Kayalı
 (août 2013).
Si vous disposez d'ouvrages ou d'articles de référence ou si vous connaissez des sites web de qualité traitant du thème abordé ici, merci de compléter l'article en donnant les références utiles à sa vérifiabilité et en les liant à la section « Notes et références ».
Abdülkadir Kayalı, né le 30 janvier 1991 à Ankara, est un footballeur turc. Il évolue au poste de milieu de terrain.

## Biographie
En 2007 Kayalı reçoit une offre de Manchester City, et participe également à un entraînement avec le club mancunien. Il est apprécié mais en raison de son jeune âge (16 ans) il ne peut être transféré et reste à Ankaragücü.
La même année, il signe son premier contrat professionnel, mais ne renouvelle pas son contrat ce qui l'écarte de l'équipe première et le fait repasser chez les jeunes.
Au cours de la saison 2008-2009, il signe un contrat de 4 ans et demi à Fenerbahçe et choisit le numéro 91. 
Ensuite, c'est la descente en enfer. Promis à un bel avenir, Kayali joue désormais à Orduspor. 